# Пайза (фільм)
«Пайза» (відомий також у перекладі назви, як «Земляк») (італ. Paisà) — італійська неореалістична воєнна драма 1946 року, поставлена режисером Роберто Росселліні. Фільм складається з шести не пов'язаних між собою новел, що розповідають про вступ американських військ до Італії наприкінці Другої світової війни. Світова прем'єра стрічки відбулася 18 вересня 1946 року на Венеційському міжнародному кінофестивалі, де він отримав дві нагороди .

## Сюжет
Епізод I. Сицилія
- У ролях: Кармела Садзіо (Кармела), Роберт Ван Лоон (Роберт)

10 липня 1943. Американський флот підходить до сицилійського узбережжя. Група солдатів вступає в село, покинуте німцями вранці. Кармела зголошується бути їхнім провідником. Вона усамітнюється з солдатом Джо на розвалинах на пагорбі, поки інші розвідують місцевість. Кармела і Джо незграбно намагаються налагодити спілкування. Джо гине від німецької кулі, і незабаром з'являються німці. Кармела хапає зброю Джо і вбиває німця. Його товариші вбивають Кармелу і скидають тіло з урвища. Повернувшись, американці вирішують, що Джо убила Кармела.
Епізод II. Неаполь
- У ролях: Альфонсіно (Паскуале), Дотс М. Джонсон (Джо)

У місті злидні. Дорослі та діти виживають як можуть. Чорношкірий американський солдат напивається до нестями, і його оточує зграйка хлопчаків. Один з них, Паскуале, бере солдата під опіку, приводить його в ляльковий театр для дорослих і, поки солдат продовжує накачуватися вином, краде у нього черевики. Трохи пізніше той же солдат, що служить у військовій поліції, знаходить маленького злодюжку. Він приходить додому до хлопчика та, дізнавшись, що батьки хлопчика померли, і побачивши, в якій скруті живе і він, і йому подібні, він залишає йому черевики та йде геть.
Епізод III. Рим
- У ролях:Марія Мікі (Франческа), Гер Мур (Фред)

4 червня 1944. Американських визволителів зустрічають вигуками вдячності та захвату. Через півроку потому Франческа, що заробляє проституцією, знайомиться з американським солдатом Фредом. Той абсолютно п'яний. Вона приводить його в мебльовані кімнати і там помічає, що Фред — той самий молодий солдат, з яким вона познайомилася 4 червня і обмінялася любовними клятвами. На ранок, поки він ще спить, вона йде, залишаючи йому записку, де пише свою адресу і призначає Фреду побачення. Вона марно чекає його під дощем. Фред розірвав записку: для нього це всього лише адреса чергової повії, схожої на всіх інших і він навіть не упізнав Франчески.
Епізод IV. Флоренція
- У ролях: Герріет Вайт (медсестра), Ренцо Аванцо (Массімо), Джіджи Горі (партизан), Джульєтта Мазіна (дівчина на сходах)

Італієць розшукує дружину і сина, а англійська медсестра з Червоного Хреста — друга, одного з керівників Опору по прізвисько Лупо. Удвох вони проходять через усе місто, розколоте навпіл боями по обидві сторони річки Арно. По дорозі, надаючи допомогу пораненому, медсестра дізнається, що Лупо загинув.
Епізод V. Апенніни.
- У ролях:Білл Табз (Білл Мартін) і францисканські ченці з Майорського монастиря

Троє американських священиків — католик, протестант та юдей — ночують у францисканському монастирі. Деякі ченці схвильовані присутністю протестанта та юдея і просять католика навернули супутників у правильну віру. Католик цього не робить, але в короткій прощальній промові дякує ченцям за те, що вони повернули йому душевний спокій, втрачений при зустрічі з жахами війни.
Епізод VI. Порто Толле
- У ролях: Дейл Едмондз (Дейл), Чіголані (партизан), Алан Дейн, Вен Лул

Зима 1944 року. У болотах дельти річки По йдуть криваві бої між партизанами і десантниками німецьких союзників, які поводяться украй жорстоко і нелюдяно.

## Знімальна група
- Автори сценарію — Серджо Амідеї, Федеріко Фелліні, Роберто Росселліні за участю Клауса Манна, Алфреда Гейза, Марчелло Пальєро (та Васко Пратоліні у флорентійській новелі)
- Режисер-постановник — Роберто Росселліні
- Продюсери — Род Е. Гейджер, Роберто Росселліні, Маріо Конті
- Оператор — Отелло Мартеллі
- Композитор — Ренцо Росселліні
- Монтаж — Еральдо Да Рома
- Звукорежисер — Олівіо Дель Гранде

## Нагороди та номінації
| Список нагород та номінацій       | Список нагород та номінацій | Список нагород та номінацій                   | Список нагород та номінацій                                                       | Список нагород та номінацій | Список нагород та номінацій |
| Кінопремія                        | Дата церемонії              | Категорія                                     | Номінант(и)                                                                       | Результат                   | Дж                          |
| --------------------------------- | --------------------------- | --------------------------------------------- | --------------------------------------------------------------------------------- | --------------------------- | --------------------------- |
| Венеційський кінофестиваль        | 1946                        | Приз міжнародних критиків — Спеціальна згадка | Пайза                                                                             | Перемога                    |                             |
| Венеційський кінофестиваль        | 1946                        | Кубок ANICA                                   | Пайза                                                                             | Перемога                    |                             |
| Премія «Срібна стрічка»           | 1947                        | Найкращий фільм                               | Пайза                                                                             | Перемога                    |                             |
| Премія «Срібна стрічка»           | 1947                        | Найкращий режисер                             | Роберто Росселліні                                                                | Перемога                    |                             |
| Премія «Срібна стрічка»           | 1947                        | Найкраща музика до фільму                     | Ренцо Росселіні                                                                   | Перемога                    |                             |
| Премія Оскар                      | 1948                        | Найкращий сценарій                            | Алфред Гейз, Федеріко Фелліні, Серджо Амідеї, Марчелло Пальєро, Роберто Росселіні | Номінація                   |                             |
| Національна рада кінокритиків США | 1948                        | Найкращий фільм                               | Пайза                                                                             | Перемога                    |                             |
| Національна рада кінокритиків США | 1948                        | Найкращий режисер                             | Роберто Росселіні                                                                 | Перемога                    |                             |
| Національна рада кінокритиків США | 1948                        | ТОП-10 фільмів                                | Пайза                                                                             | Перемога                    |                             |
| Спільнота кінокритиків Нью-Йорка  | 1948                        | Найкращий фільм іноземною мовою               | Пайза                                                                             | Перемога                    |                             |
| Премія BAFTA                      | 1949                        | Найкращий фільм з будь-якої країни (Італія)   | Пайза                                                                             | Номінація                   |                             |
| Премія «Кінема Дзюмпо»            | 1950                        | Найкращий фільм іноземною мовою               | Пайза                                                                             | Перемога                    |                             |